# داريل تايلور
داريل تايلور (بالإنجليزية: Daryl Taylor) (14 نوفمبر 1984 ببرمنغهام في المملكة المتحدة - ) هو لاعب كرة قدم بريطاني في مركز الوسط. لعب مع أستون فيلا ونادي بورنموث ونادي بوري ونادي هيرفورد ونادي والسول ونادي كيترينغ تاون ونادي هاليفاكس تاون وHalesowen Town F.C. ‏ ونادي تاموورث وتشبنهام تاون.

## وصلات خارجية
- داريل تايلور على موقع قاعدة بيانات كرة القدم.إي يو (الإنجليزية)
- داريل تايلور على موقع Soccerbase.com (لاعب) (الإنجليزية)